# والنتینا سرووا
والنتینا سرووا (روسی: Валенти́на Васи́льевна Серо́ва؛ ۲۳ دسامبر ۱۹۱۷ – ۱۲ دسامبر ۱۹۷۵) بازیگر اهل اتحاد جماهیر شوروی سوسیالیستی بود.